# Olintepeque
Olintepeque, o anche San Juan Olintepeque, è un comune del Guatemala facente parte del dipartimento di Quetzaltenango.
Esistente già prima della colonizzazione spagnola, avrebbe avuto in passato il nome "Xenua", ma una nota di Bernal Díaz del Castillo nel suo Historia de Conquista lo indica già con il nome attuale.